# Голич, Ловро
Ло́вро Го́лич (словен. Lovro Golič; род. 5 марта 2006) — словенский футболист, защитник клуба «Мехелен».

## Клубная карьера
Голич — воспитанник клуба «Домжале». 15 мая 2022 года в матче против «Целе» он дебютировал в чемпионате Словении. В 2023 году Голич перешёл в итальянскую «Рому», где начал выступать за молодёжный состав.

## Международная карьера
В 2023 году Голич в составе юношеской сборной Словении принял участие в юношеском чемпионате Европы в Венгрии. На турнире он сыграл в матчах против команд Сербии, Испании и Италии.